# Samsung Wave (серия)
Wave (с англ. — «Волна») — серия смартфонов, созданная компанией Samsung Electronics. Смартфоны линейки Wave разрабатывались корейским гигантом в период с 2010 по 2013 год. Устройства работают на мобильной платформе bada и позиционировались производителем как смартфоны. Платформа bada была создана компанией Samsung на основе опыта разработки и развития проприетарной платформы SHP (Samsung Handset Platform). 
Линейка Wave, во время своего развития, делилась производителем на флагманские модели и модели средней ценовой категории.

## История Samsung Wave и bada
Samsung Wave — первый смартфон на базе программной платформы bada. Зачастую многие ошибочно называют bada операционной системой, но это далеко не так. Корни bada лежат в предыдущих моделях, так как идеологически и аппаратно они схожи. Модель GT-S8500 выросла из Samsung S8000 Jet, они основаны на одной аппаратной базе (в Samsung Wave улучшена аппаратная часть (частота процессора увеличена до 1 Ггц, оперативная память увеличилась и много чего ещё было изменено)). Программно Samsung Wave — это прямой потомок Jet. Позиционирование этих устройств одно и то же: сенсорный телефон для людей, которым нужно сбалансированное решение, возможность смотреть видео из коробки, слушать музыку, просматривать интернет-страницы. Решение «все в одном» в трактовке от Samsung. И надо отметить, что решение получилось крайне интересным. При продвижении Jet в Samsung сделали упор на то, что это — телефон, который быстрее и умнее, чем смартфоны. С bada ситуация ровно обратная, маркетинг говорит о том, что это не просто телефон, а смартфон.

## Линейка смартфонов

### Samsung Wave a
Samsung Wave был представлен на выставке MWC 2010 в начале 2010 года, а в мае того же года он появился в магазинах. Телефон выполнен в виде классического моноблока, в металлическом корпусе. По аппаратной части телефон схож с Samsung Galaxy S, но в отличие от Samsung Wave, у Galaxy S оперативной памяти в два раза больше. Внешне телефон похож на своего потомка Samsung S8000 Jet (например ромбовидная кнопка «Домой»). В превосходстве над последним Samsung Wave имеет: дисплей 3,3 дюйма, изготовленный по технологии SuperAMOLED; 2 гигабайта памяти; процессор в 1 Ггц; доступ к магазину приложений Samsung Apps; платформу bada 1.0. Телефон обладает всеми функциями из коробки, из-за чего является хорошей альтернативой Android-смартфонам.

### Samsung Wave II (GT-S8530)
Samsung столкнулась с нехваткой SuperAMOLED экранов. В связи с этим производство смартфонов Samsung Wave и Samsung Galaxy S оказалось под вопросом. В корейской компании пошли на компромисс и в конце 2010 года на замену данным моделям вышли Samsung Wave II и Samsung Galaxy S sclsd. В данных моделях используются экраны, изготовленные по технологии Super TFT, они чуть хуже SuperAMOLED, из-за чего это привело к удешевлению моделей. Внутренне Samsung Wave II не перетерпел изменений, хотя стоит отметить увеличенный дисплей до 3,7 дюймов и увеличение в весе. Смартфон работает платформе bada 1.2.

### Samsung Wave 3 (III) (GT-S8600)
В августе 2011 был анонсирован третий флагман линейки Samsung Wave 3. К разработке следующего флагмана на bada, Samsung подошла основательно. Смартфон приобрел обновленный внешний вид, который приближен к Samsung Galaxy S II. Аппаратная часть также подверглась изменениям, теперь смартфон работает на одноядерном процессоре, с тактовой частотой 1,4 Ггц. Оперативная память увеличена до 512 мегабайт. Дисплей снова изготовлен по технологии SuperAMOLED, размер увеличен до 4 дюймов. Телефон работает на платформе bada 2.0.

### Samsung Wave 525 (GT-S5250)
Samsung Wave 525 выполнен из высококачественного пластика, в виде классического моноблока. Телефон является прямым потомком Samsung Star (Gt-S5230). Но Wave 525 имеет ряд преимуществ над ним, например: экран увеличен до 3,2 дюймов (разрешение осталось тем же); WiFi; GPS; телефон работает на платформе bada 1.1; имеется доступ к магазину приложений Samsung Apps.

### Samsung Wave 533 (GT-S5330)
Samsung Wave 533 является точной копией Wave 525, но имеет большую толщину за счет выдвигающиеся QWERTY-клавиатуры. Wave 533 является единственным телефоном в линейке, который выполнен в виде бокового слайдера.

### Samsung Wave 723 (GT-S7230)
Samsung Wave 723 выполнен из пластика, с дополнением металлических деталей. На борту у телефона имеется: 3,2 дюймовый дисплей; 5-мегапиксельная камера; WiFi; GPS; bada 1.1; доступ к магазину приложений Samsung Apps.

### Samsung Wave 578 (GT-S5780)
Samsung Wave 578 выполнен из пластика. Имеет все функции доступные в Samsung Wave 525, но у Wave 578 есть преимущества над ним, например: поддержка сетей третьего поколения — 3G, чип NFC.

### Samsung Wave 575 (GT-S5750)
Samsung Wave 575 является модификацией Wave 525, с полной поддержкой 3G сетей.

### Samsung Wave M (GT-S7250)
Samsung Wave M полностью выполнен из пластика, и является преемником Wave 723.

### Samsung Wave Y (GT-S5380)
Samsung Wave Y полностью выполнен из пластика, и является преемником Wave 525.

## Поддержка и дальнейшая судьба линейки
Из-за странной политики Samsung в отношении линейки Wave, её существование не раз ставилось под вопрос. В конце 2011, во время разработки bada 2.0, стало известно о параллельной разработке bada 3.0. Samsung уверила, что разработка следующей версии bada идет полным ходом. Но в январе 2012 Samsung заявила о планах объединения bada с другой платформой под названием Tizen. В течение 2012 года было затишье в отношении bada и Tizen. По интернету даже стали ходить слухи о том, что слияние bada и Tizen произошло, и следующей версии bada больше не будет, а это значит, что и продолжения линейки Wave тоже не будет. Но неожиданно для всех, в сентябре, Samsung заявил о своих намерениях продолжать развивать bada и линейку Wave.
В феврале 2013 года корейский гигант сообщил, что прекращает поддержку и разработку платформы bada, а также линейки Wave, в пользу Tizen.